# Hubertus Zomack
Hubertus Zomack (* 30. September 1941 in Wittichenau; † 22. Februar 2019 in Görlitz) war ein römisch-katholischer Geistlicher, Generalvikar und Dompropst im Bistum Görlitz.

## Leben
Hubertus Zomack wuchs in der Oberlausitzer Kleinstadt Wittichenau auf und erlernte dort nach der Schulzeit den Beruf des Brauers. Unter dem Eindruck des real existierenden Sozialismus in der DDR entschied er sich für ein Theologiestudium. Nach dem Studium der Katholischen Theologie in Erfurt wurde er am 27. Juni 1970 von Bischof Gerhard Schaffran in Görlitz zum Priester geweiht. Zomack war anschließend nach einer kurzen Zeit als Aushilfe in Cottbus Kaplan in St. Maria, Mater Dolorosa, in Finsterwalde und St. Peter und Paul in Senftenberg. Von 1976 bis 1993 war Zomack Pfarrkurat der Pfarrei Heilige Familie in Lübbenau. In der Wendezeit leitete er hier den Runden Tisch.
Von 1979 bis 1986 war er neben seinem Amt als Pfarrer von Lübbenau zugleich Pfarradministrator der Pfarrei St. Maria Regina Rosarii in Golßen. Von 1979 bis 1981 war Zomack zudem Ehebandverteidiger und von 1981 bis 1989 Richter beim interdiözesanen Offizialat in Bautzen und Dresden. Von 1989 bis 1995 war er außerdem Vizeoffizial beim interdiözesanen Offizialat in Berlin. Von 1993 bis 1995 war Zomack als Ordinariatsrat in der Bischöflichen Verwaltung des Bistums tätig, bevor zum 1. Januar 1996 als Nachfolger von Peter Canisius Birkner von Bischof Rudolf Müller zum Generalvikar ernannt wurde. Am 2. März 1996 verlieh ihm Papst Johannes Paul II. den Titel Ehrenprälat Seiner Heiligkeit. Seit 1997 war er Ökonom des Bistums und seit 1999 Vorsitzender des Caritasverbandes der Diözese Görlitz. Zudem war er seit 1998 Domkapitular des Domkapitels zum Heiligen Jakobus. Während der Zeit der Sedisvakanz 2006/2007 verwaltete er das Bistum Görlitz als Diözesanadministrator.
Am 24. Juni 2010 wurde er mit Wirkung zum 8. September desselben Jahres zum Dompropst des Görlitzer Domkapitels berufen.
Am 9. Juli 2010 wurde er zum Ständigen Vertreter von Bischof Konrad Zdarsa bis zu dem Tage ernannt, an dem Bischof Zdarsa von der Diözese Augsburg Besitz ergriff. Nach der Amtsübernahme von Bischof Konrad Zdarsa in Augsburg wählte ihn das Görlitzer Domkapitel am 25. Oktober 2010 erneut zum Diözesanadministrator. Dieses Amt übte er bis zur Amtseinführung von Zdarsas Nachfolger, Wolfgang Ipolt, am 28. August 2011 aus. Ipolt berief ihn am selben Tage erneut zum Generalvikar des Bistums Görlitz. Am 1. September 2012 trat Alfred Hoffmann seine Nachfolge als Generalvikar in Görlitz an.
Hubertus Zomack engagierte sich für zahlreiche Sozialprojekte im Heiligen Land und war Mitglied im Deutschen Verein vom Heiligen Lande. 1998 wurde er von Kardinal-Großmeister Carlo Furno zum Ritter des Ritterordens vom Heiligen Grab zu Jerusalem ernannt und am 9. Mai 1998 im Mainzer Dom durch Anton Schlembach, Großprior des päpstlichen Ordens in Deutschland, investiert. 2016 wurde er zum Offizier des Ordens ernannt. Von 1999 bis 2016 war Zomack Mitglied im Generalvorstand des Bonifatiuswerkes.
Bischof Ipolt nahm am 1. Oktober 2016 seinen mit Vollendung des 75. Lebensjahres eingereichten Verzicht auf das Amt des Dompropstes an.
Am 22. Februar 2019 erlag er in Görlitz den Folgen seiner Krebserkrankung und wurde am 1. März 2019 in der Gruft neben der Kathedrale St. Jakobus (Görlitz) beigesetzt.